# Lista över finländska superhundraåringar
Detta är en lista över finländare som blivit 110 år. Den äldsta är Maria Rothovius, som avled 112 år gammal (17 juni 2000). Gunborg Hancock (bosatt i Sverige) var den äldsta levande finländaren mellan 2022 och 2024. För närvarande är det Gunnel Stenbäck (född på Åland) som är den äldsta levande Finländaren.

## Finländare som blivit 110 år
Avliden       Lever
| Rank | Namn             | Kön | Född              | Död              | Ålder                |
| ---- | ---------------- | --- | ----------------- | ---------------- | -------------------- |
| 01   | Maria Rothovius  | K   | 2 oktober 1887    | 17 juni 2000     | 112 år och 259 dagar |
| 02   | Gunborg Hancock  | K   | 20 april 1912     | 16 oktober 2024  | 112 år och 179 dagar |
| 03   | Hilda Häkkinen   | K   | 18 mars 1894      | 31 december 2005 | 111 år och 288 dagar |
| 04   | Selma Tuominen   | K   | 19 juli 1903      | 12 april 2015    | 111 år och 267 dagar |
| 05   | Aarne Arvonen    | M   | 4 augusti 1897    | 1 januari 2009   | 111 år och 150 dagar |
| 06   | Fanny Nyström    | K   | 30 september 1878 | 31 augusti 1989  | 110 år och 335 dagar |
| 07   | Sirkka Nieminen  | K   | 28 april 1912     | 13 januari 2023  | 110 år och 260 dagar |
| 08   | Helvi Kissala    | K   | 26 oktober 1913   | 12 juni 2024     | 110 år och 230 dagar |
| 09   | Saara Ahonen     | K   | 24 november 1909  | 29 maj 2020      | 110 år och 187 dagar |
| 010  | Astrid Qvist     | K   | 6 mars 1912       | 18 juli 2022     | 110 år och 134 dagar |
| 011  | Helfrid Eriksson | K   | 23 juni 1908      | 23 oktober 2018  | 110 år och 122 dagar |
| 012  | Anna Hagman      | K   | 27 december 1895  | 18 april 2006    | 110 år och 112 dagar |
| 013  | Elsa Tilkanen    | K   | 26 september 1896 | 5 december 2006  | 110 år och 70 dagar  |
| 014  | Helvi Kärki      | K   | 7 december 1906   | 23 januari 2017  | 110 år och 47 dagar  |
| 015  | Gunnel Stenbäck  | K   | 21 september 1914 | 30 november 2024 | 110 år och 70 dagar  |